# Smilovice u Třince
Smilovice (polnisch Śmiłowice, deutsch Smilowitz) ist eine Gemeinde in Tschechien. Sie liegt sieben Kilometer westlich von Třinec und gehört zum Okres Frýdek-Místek.

## Geographie
Smilovice befindet sich am Fuße der Mährisch-Schlesischen Beskiden an der Ropičanka. Südlich erhebt sich der Godula (737 m) und im Südosten der Gutský vrch (741 m). Der westliche Teil des Dorfes wird von den Quellbächen des Černý potok durchflossen.
Nachbarorte sind Střítež im Norden, Rakovec und Nebory im Nordosten, Zápolí, Pržno und Vrchy im Osten, Guty im Südosten, Kopanice, Řeka, Perlík, Močálka und Hůra im Süden, Godula im Südwesten, Poruby und Komorní Lhotka im Westen sowie Poloniny und Hnojník im Nordwesten.

## Geschichte
Smilovice wurde im 15. Jahrhundert im Zuge der Besiedlung der zum Herzogtum Teschen gehörenden Beskidenwälder angelegt. Die erste schriftliche Erwähnung des Gutes Smylovicz erfolgte 1448. Es wurde nach František Smyl benannt, der walachische Siedler aus Rumänien in Land holte. 1592 wurde das Gut durch die Teschener Kammer konfisziert. 1603 verkaufte Herzog Adam Wenzel das Dorf an Hannibal von Brünn. Dessen Witwe gab Smilovice an Herzogin Elisabeth Lukretia zurück, die es 1646 an Andris Zientek verkaufte. Bis zum Jahre 1644 gehörten zum Gut Smilovice auch die Paseken im oberen Ropičankatal, aus denen das Dorf Řeka entstand. Smilovice war ein landwirtschaftliches Dorf. Einen Schwerpunkt bildete die Weidewirtschaft, daneben spielte die Holzfällerei und Salaschenwirtschaft in den Bergen eine Rolle. Die Einwohner waren größtenteils evangelisch und trafen sich bis 1781 zu heimlichen Gottesdiensten auf dem Godula. Zu den Besitzern von Rakowetz gehörten die Freiherren von Bees auf Hnojník.
Nach der Aufhebung der Patrimonialherrschaften bildete Smilowitz mit dem Ortsteil Rakowetz ab 1850 eine politische Gemeinde im Bezirk Teschen. Ab 1920 gehörte der Ort zum Bezirk Český Těšín. 1938 kam Śmiłowice als Teil des Olsagebiets zu Polen. Von 1939 bis 1945 gehörte Smilowitz zum Landkreis Teschen. Am 2. Mai 1945 griff die Rote Armee den von deutschen Truppen besetzten Ort an. Das Dorf wurde evakuiert und am nächsten Tag eingenommen. Durch die Kämpfe wurden mehrere Häuser von Rakowetz beschädigt. Smilovice  kam nach Kriegsende zur Tschechoslowakei zurück. Nach der Auflösung des Okres Český Těšín wurde die Gemeinde 1961 dem Okres Frýdek-Místek zugeordnet. Im Jahre 1980 wurde Smilovice nach Hnojník eingemeindet, seit 1991 besteht die Gemeinde wieder. In Smilovice lebt eine starke polnische Minderheit, stammend aus der Gruppe der Teschener Walachen, der 26 % der Einwohner angehören (2001).

## Gemeindegliederung
Für die Gemeinde Smilovice sind keine Ortsteile ausgewiesen. Zu Smilovice gehören die Ansiedlungen Močálka und Rakovec (Rakowetz).

## Sehenswürdigkeiten
- Toleranzdenkmal am Godula, 1931 anlässlich 150. Jubiläums des Toleranzpatentes errichtet
- evangelische Friedhofskapelle

## Söhne und Töchter der Gemeinde
- Karol Grycz-Śmiłowski (1885–1959), Geistlicher und Erneuerer der unitarischen polnischen Brüdergemeinde
- Jerzy Buzek (* 1940), Präsident des Europäischen Parlaments, er lebte die ersten fünf Jahre seines Lebens in Smilowitz.
- Stanislav Piętak (* 1946), evangelischer Bischof